# Mączniak rzekomy baldaszkowatych

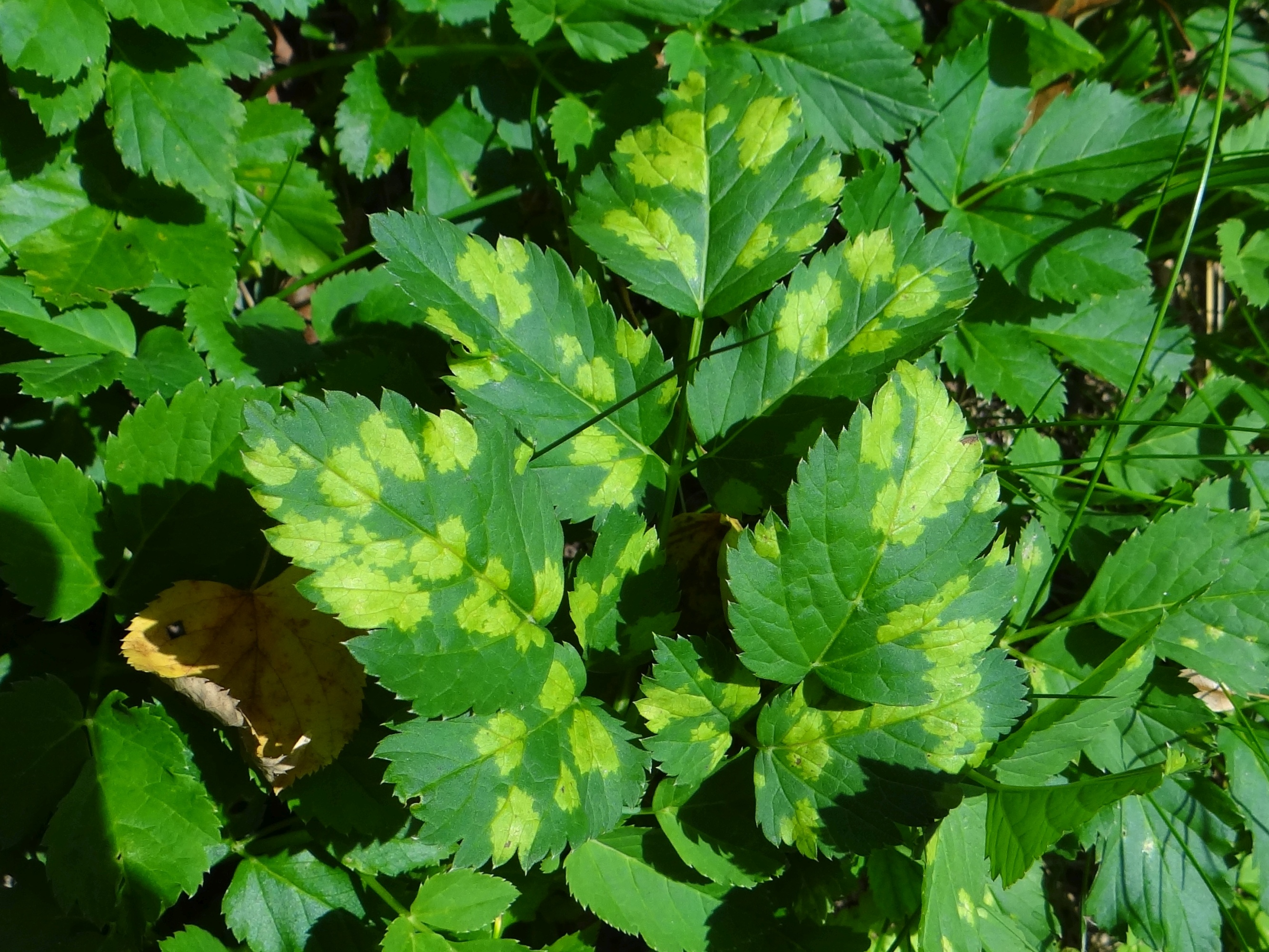
Objawy na liściach podagrycznika pospolitego

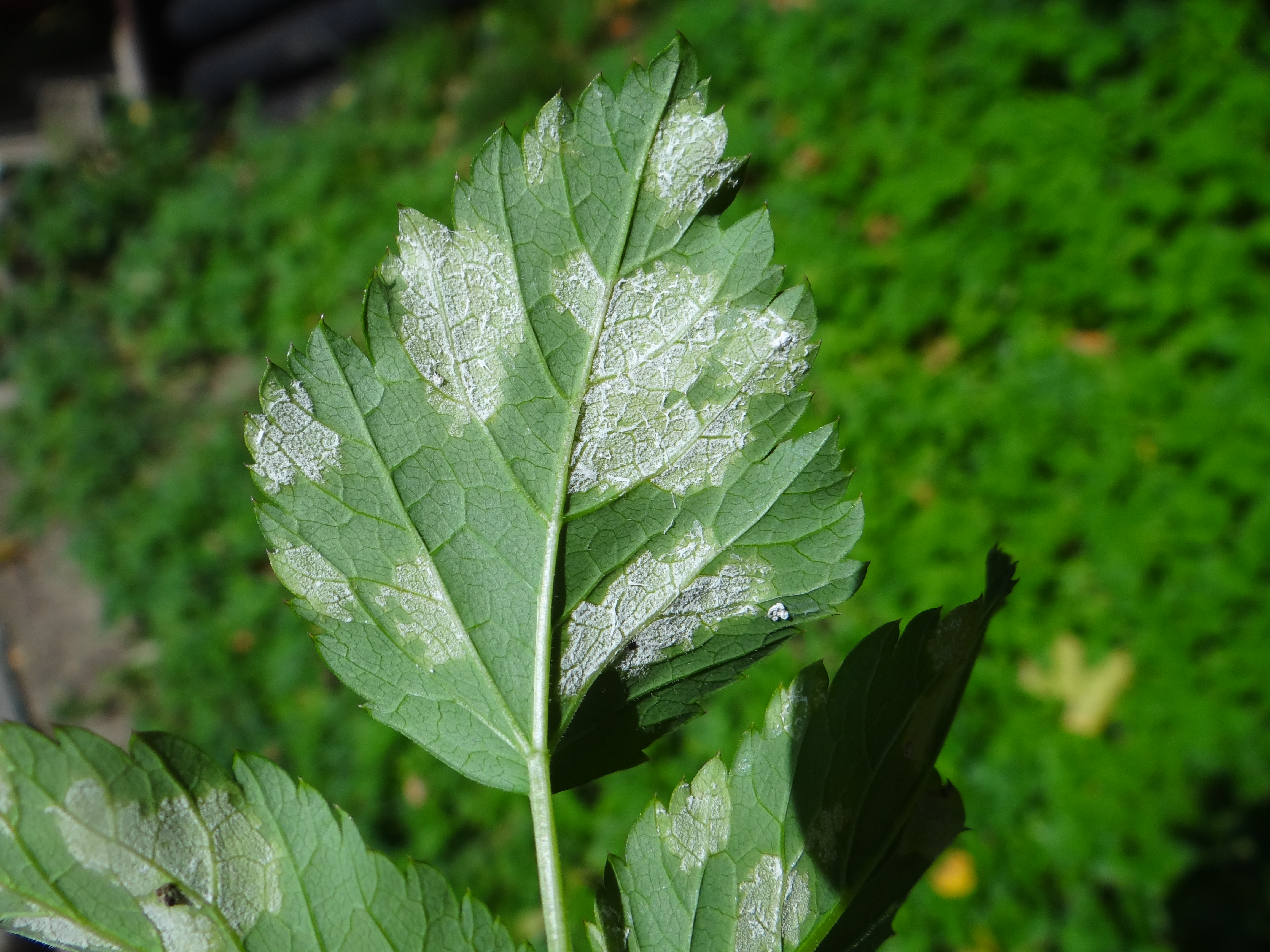
Objawy na dolnej stronie listka podagrycznika

Mączniak rzekomy baldaszkowatych – choroba roślin selerowatych, zwanych też baldaszkowymi. Wywołuje ją gatunek Plasmopara nivea, dawniej zaliczany do grzybów, obecnie do królestwa chromistów. Jest to choroba z grupy mączniaków rzekomych. 

## Występowanie i objawy
Choroba występuje na licznych, dziko rosnących  gatunkach roślin baldaszkowatych. Wśród roślin uprawnych atakuje niektóre warzywa: marchew uprawną, pietruszkę i pasternak.
Choroba objawia się głównie na liściach, rzadko na innych nadziemnych częściach pędu. Na górnej stronie liści pojawiają się wyraźnie odgraniczone chlorotyczne plamy, na dolnej bardzo delikatny, biały nalot.

## Ochrona
Zwalczanie choroby polega na profilaktycznym opryskiwaniu fungicydami zawierającymi makozeb (np. Dithane 75 WG), lub chlorotalonil (np. Gwarant 500 SC, Bravo 500 SC).